# The Rustler's Reformation
The Rustler's Reformation è un cortometraggio muto del 1913 scritto, diretto e interpretato da William Duncan

## Produzione
Il film fu prodotto dalla Selig Polyscope Company.

## Distribuzione
Distribuito dalla General Film Company, il film - un cortometraggio in una bobina - uscì nelle sale cinematografiche statunitensi il 2 dicembre 1913.